# Landdekenaat Susteren

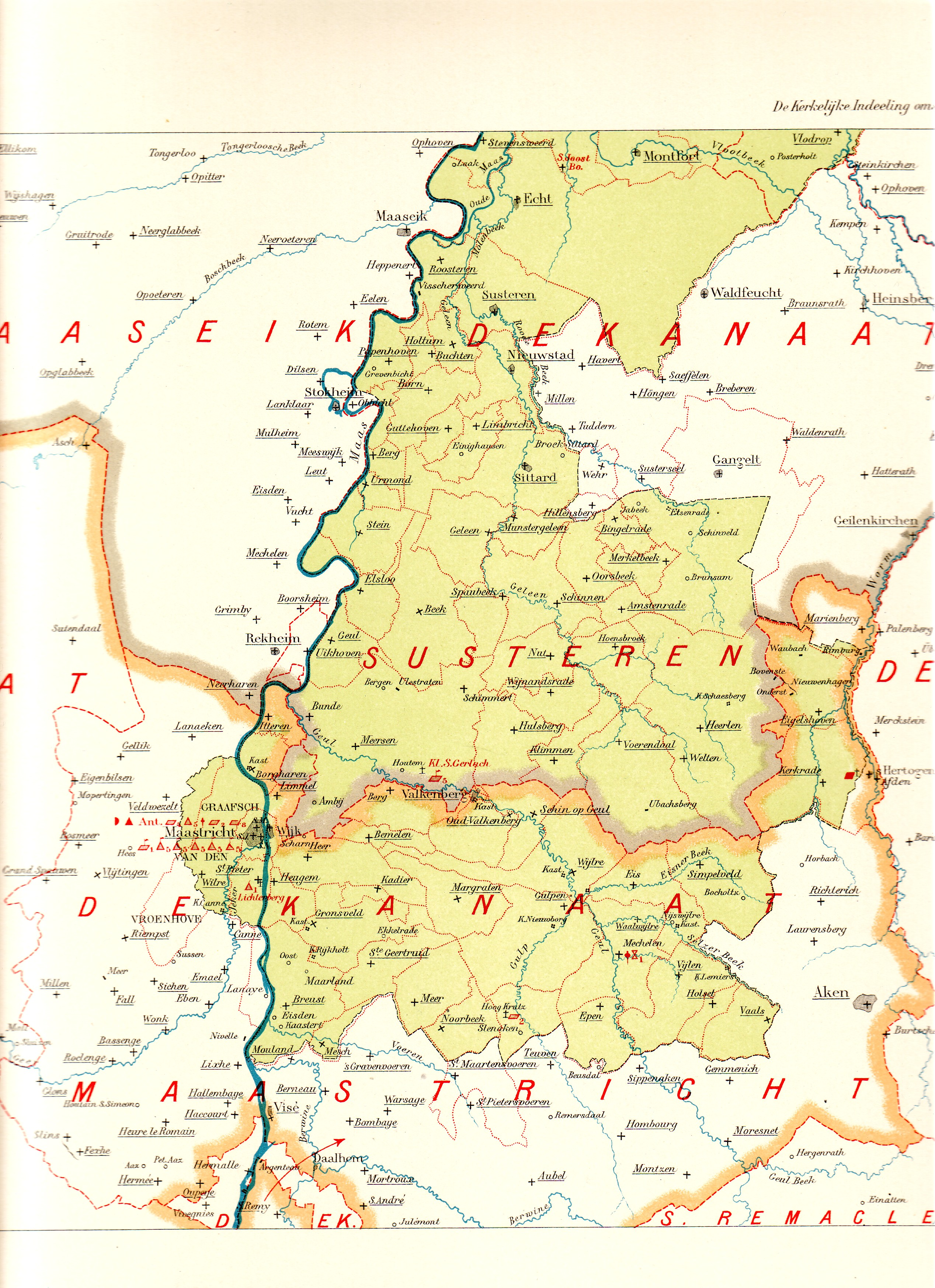
Kaart van het landdekenaat Susteren

Het landdekenaat Susteren maakte tot 1801 deel uit van het bisdom Luik. Het omvatte het merendeel van de parochies in midden en Zuid-Limburg. Aan het hoofd van het landdekenaat stond de landdeken.

## Geschiedenis tot 1561
Tot 1561 was Susteren een van de zeven landdekenaten in het aartsdiakonaat Kempenland. Dit aartsdiakonaat was een van de acht aartsdiakenaten in het bisdom Luik. Het landdekenaat Susteren is waarschijnlijk ontstaan in de 9e eeuw. De grenzen van het landdekenaat komen overeen met de grenzen van het graafschap Masau subterior de ista parte est zoals die in het verdrag van Meerssen van 870 zijn vastgelegd.
De kerken en kapellen die onderdeel waren van het landdekenaat Susteren waren onderverdeeld in drie rangen: de hele kerken, de halve kerken en de kwartkapellen. Deze indeling hing samen met het geld dat men aan de bisschop en de aartsdiaken moest afdragen als teken van onderdanigheid. De aartsdiaken had het recht om pastoors en rectoren aan te stellen in de hele en halve kerken. De landdeken mocht dit voor de kwartkapellen.
Hieronder volgt een lijst van kerken en kapellen die deel uitmaakten van het landdekenaat.
| hele kerk     | halve kerk    | kwartkapel        |
| ------------- | ------------- | ----------------- |
| Beek*         | Braunsrath    | Amstenrade*       |
| Born/Buchten  | Guttecoven    | Berchem*          |
| Breberen      | Hillensberg   | Berg aan de Maas  |
| Dremmen       | Holtum        | Bingelrade*       |
| Echt*         | Klimmen*      | Birgden           |
| Elsloo        | Limbricht     | Broeksittard      |
| Gangelt       | Merkelbeek*   | Etzenrade*        |
| Geilenkirchen | Millen        | Grevenbicht       |
| Geleen*       | Oirsbeek*     | Havert            |
| Geulle*       | Roermond*     | Höngen            |
| Heerlen*      | Roosteren*    | Kraudorf          |
| Heinsberg     | Spaubeek*     | Linne*            |
| Herten        | Stein         | Marienberg        |
| Hulsberg*     | Urmond        | Montfort          |
| Meerssen*     | Wijnandsrade* | Munstergeleen     |
| Nieuwstadt*   |               | Papenmunster*     |
| Nuth*         |               | Randerath         |
| Obbicht       |               | Saeffelen         |
| Papenhoven    |               | Schinveld*        |
| Schinnen*     |               | Sint Odiliënberg* |
| Sittard       |               | Stevensweert*     |
| Süsterseel    |               | Susteren          |
| Voerendaal*   |               | Teveren           |
| Waldfeucht    |               | Utterath          |
|               |               | Waldenrath        |

De kerken en kapellen die met een * gemerkt zijn vallen na 1561 onder het bisdom Roermond.

## Geschiedenis vanaf 1561
Op 12 mei 1559 wordt het bisdom Roermond opgericht. Twee jaar later, in 1561, wordt met een pauselijke bulle het nieuw opgerichte bisdom omschreven. Het landdekenaat Susteren moet veel parochies afstaan aan het nieuw opgerichte bisdom Roermond. In het bovenstaande overzicht zijn de parochies die Susteren moest afstaan aan Roermond gemerkt met een *. Met het concordaat van 15 juli 1801 werden onder andere het bisdom Luik en het landdekenaat Susteren opgeheven.

## Lijst van landdekens van het landdekenaat Susteren
De landdeken stond aan het hoofd van en werd gekozen door het landdekenale kapittel. Dit kapittel bestond uit alle pastoors of hun plaatsvervangers van het landdekenaat. Het landdekenale kapittel kwam tweemaal per jaar samen. Hieronder volgt de lijst van landdekens tot de opheffing van het landdekenaat in 1801.
| jaar van vermelding | naam                                | pastoor van  |
| ------------------- | ----------------------------------- | ------------ |
| 1144                | Walthelmus                          |              |
| 1165                | Herewigus                           |              |
| 1170                | Rutger                              |              |
| 1201                | Ericus                              | Roosteren    |
| 1218-1234           | Johannes                            | Linne        |
| 1242                | ?                                   | Heinsberg    |
| 1255                | Walthelmus                          |              |
| 1267-1291           | Anselmus                            | Heinsberg    |
| 1307-1311           | Godeschalcus                        |              |
| 1348                | Henricus                            |              |
| 1361                | Ruthgerus                           |              |
| 1419-1437           | Hubertus de Berghe                  | Limbricht    |
| 1437-1445           | Henricus Jegher                     | Papenhoven   |
| 1457-1481           | Joannes Lupo (Wolfs)                | Buchten/Born |
| 1515                | Henricus ex Palude                  |              |
| 1522                | Arnoldus de Bruxken                 | Bingelrade   |
| 1528-1545           | Henricus de Werpen                  | Buchten/Born |
| 1546-1558           | Joannes Bruxken                     | Papenhoven   |
| 1558-1563           | Paulus Chimarrhaeus                 | Sittard      |
| 1574-1599           | Petrus Tesschenmacher               | Millen       |
| 1599-1621           | Franciscus Agricola                 | Sittard      |
| 1621-1623           | Godefridus Ganderheiden             | Millen       |
| 1623-1651           | Fredericus Adolphus Reuter          | Sittard      |
| 1651-1671           | Joannes Broccarts                   | Susteren     |
| 1671-1680           | Petrus Gerstman                     | Waldfeucht   |
| 1680-1690           | Joannes Arnoldus Gadet              | Heinsberg    |
| 1690-1700           | Conrades ab Eijck                   | Waldfeucht   |
| 1700-1728           | Joannes Petrus Kiesgen              | Sittard      |
| 1728-1751           | Joannes Ruthgerus Ervens            | Waldfeucht   |
| 1751-1767           | Joannes Petrus Franciscus de Heusch | Heinsberg    |
| 1768-1787           | Stephanus Henricus Gripekoven       | Susteren     |
| 1788-1796           | Joannes Petrus Peil                 | Millen       |
| 1796-1801           | Carolus Fredericus Melchior Pingen  | Havert       |